# 禪昌寺站

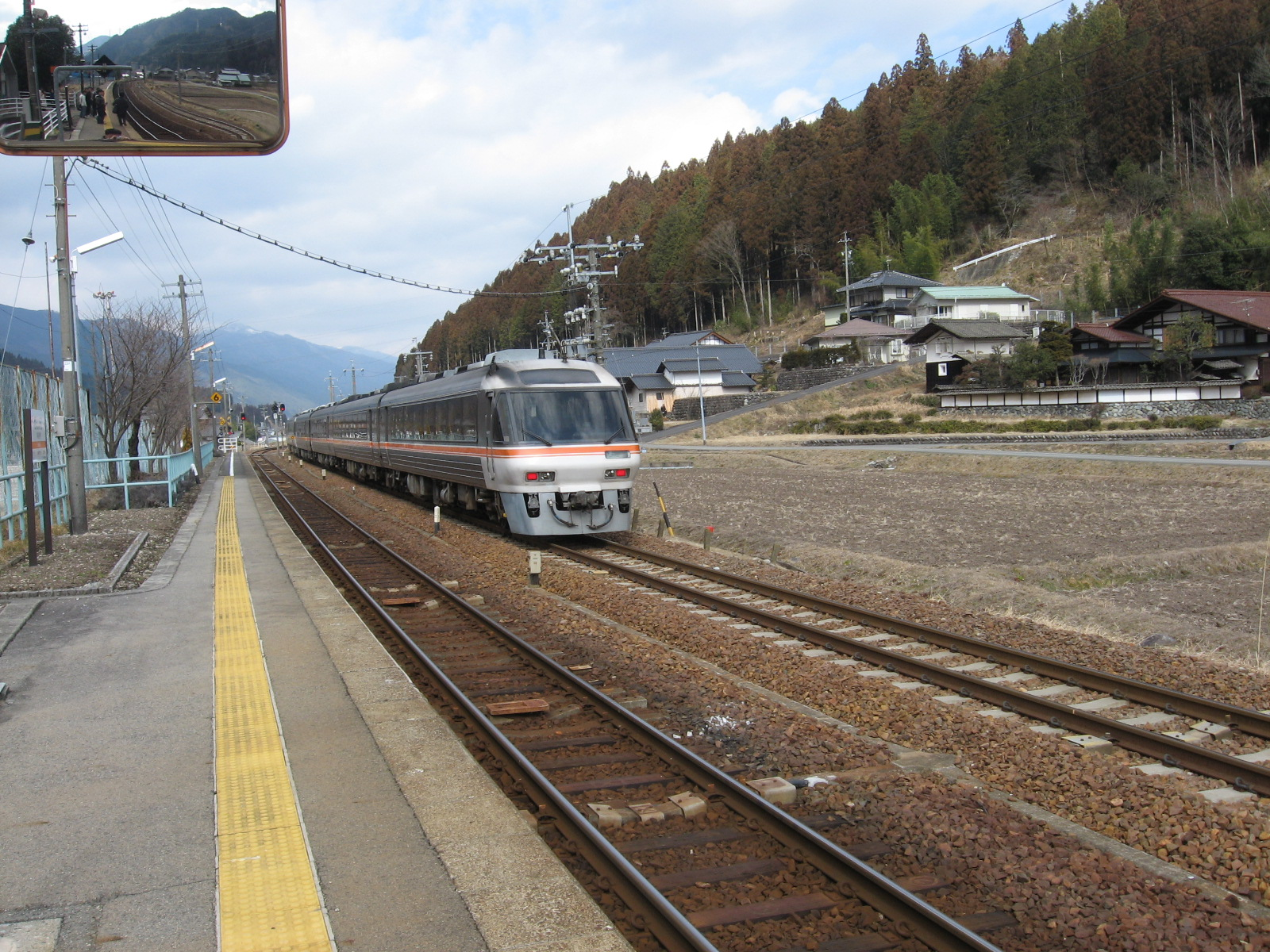
月台

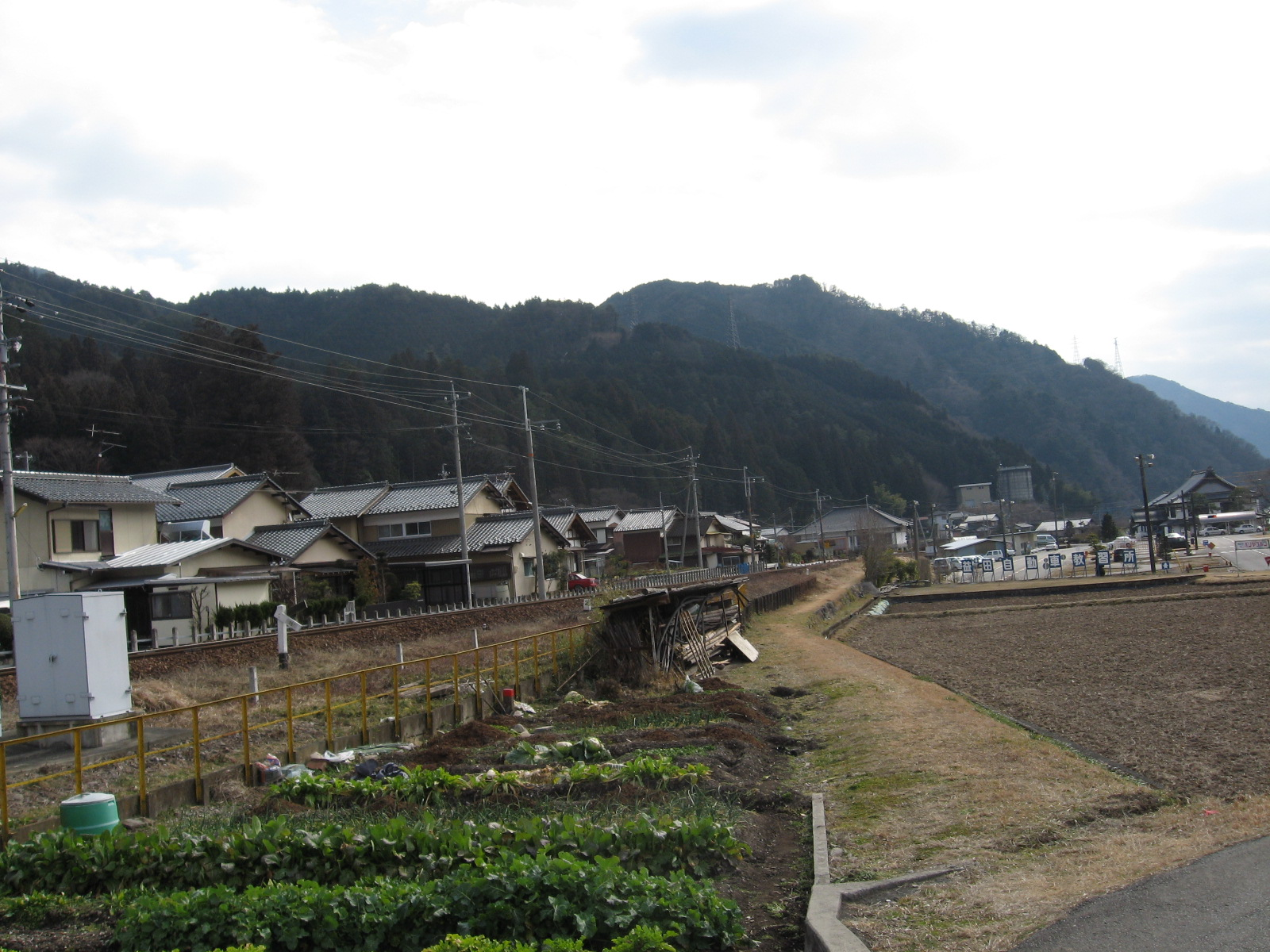
車站周邊

禪昌寺站（日语：／ Zenshōji eki */?）是一個位於岐阜縣下呂市萩原町中呂，屬於東海旅客鐵道（JR東海）高山本線的鐵路車站。

## 車站構造
地面車站是簡易站舍。站舍與站前不設廁所。下呂站管理的無人站。

## 相鄰車站
東海旅客鐵道
 高山本線
■普通（速達列車，只限早上上行與深夜下行運行）
通過
■普通（各站停車）
下呂（CG16）－禪昌寺－飛驒萩原